# Parlamentsvalget i Australien 2019
Parlamentsvalget i Australien 2019 var et valg til Australiens parlament som blev afholdt lørdag den 18. maj 2019. Alle 151 pladser i Repræsentanternes Hus (underhuset) skulle nyvælges, og 40 ud af 76 pladser i Senatet (overhuset) skulle vælges. Valgretsalderen var 18 år, og der var stemmepligt. Hvis en stemmebererretiget vælger ikke stemte uden at have en gyldig grund, var straffen 20 australske dollar.

## Repræsentanternes Hus
Valget til Repræsentanternes Hus foregik for første gang i 151 enkeltmandskredse, hvor der tidligere havde været 150.
The Coalition fik en fremgang til 77 mandater trods en mindre procentmæssig tilbagegang. De fik derved absolut flertal i Repræsentanternes Hus, så premierminister Scott Morrisons centrum-højre-regering kunne fortsætte.
| Parti                  | Stemmer   | Pct.   | +/-    | Mandater | +/−     |
| ---------------------- | --------- | ------ | ------ | -------- | ------- |
| The Coalition          | 5.906.884 | 41,4 % | −0,6 % | 77       | +1      |
| Labor Party            | 4.752.110 | 33,3 % | −1,4 % | 68       | −1      |
| Greens                 | 1.482.923 | 10,4 % | +0.2 % | 1        | Uændret |
| United Australia Party | 488.817   | 3,4 %  | +3.4 % | 0        | Uændret |
| One Nation             | 438.587   | 3,1 %  | +1,8 % | 0        | Uændret |
| Andre                  | 1.184.031 | 8,3 %  | −2,3 % | 5        | +1      |
| I alt                  |           |        |        | 151      | +1      |

## Senatet
Der skulle vælges 40 ud af Senatets 76 mandater, mens 36 mandater ikke var på valg ved dette valg. The Coalition vandt 4 mandater fra de små patier og har nu 35 mandater i Senatet.
| Parti                    | Ikke på valg | Valgt 2019 | I alt | +/−     |
| ------------------------ | ------------ | ---------- | ----- | ------- |
| The Coalition            | 16           | 19         | 35    | +4      |
| Labor Party              | 13           | 13         | 26    | Uændret |
| Greens                   | 3            | 6          | 9     | Uændret |
| One Nation               | 1            | 1          | 2     | −1      |
| Centre Alliance          | 2            | 0          | 2     |         |
| Australian Conservatives | 1            | 0          | 1     |         |
| Jacqui Lambie Network    | 0            | 1          | 1     |         |